# Ritona
Ritona, znana tudi kot Pritona, je bila keltska boginja, ki ji je bil posvečen tempelj v vicusu  Contiomagus (Pachten, okrožje Dillingen/Saar) in tempeljskem kompleksu v Altbachtalu v Augusti Treverorum (Trier). Ritoni posvečen napis je bil najden tudi v Uzèsu v južni Franciji. Treveri na območju Trierja so uporabljali obe obliki imena.

## Mitologija
Ritona je bila boginja zaščitnica vodnih tokov in rečnega prehoda  blizu Kontiomaga. Videti je, da je bila tudi božanstvo trgovine, ker se različice njenega imena štejejo za izpeljanke iz staroirskega renaid (prodano) in crenaid (kupljeno). Domeva je seveda predmet razprav. 
Kontiomaški kammen (na sliki) je bil najden med izkopavanjem 22. oktobra 1955. Blok peščenjaka je bil očitno odstranjen s prvotne lokacije in vzidan v del temeljev v vogalnem stolpu rimske utrdbe. 
Povezava Ritone z boginjo Rotono, če je sploh obstajala, ni dokazana.

## Vira
- Helmut Birkhan: Kelten. Versuch einer Gesamtdarstellung ihrer Kultur. Verlag der Österreichischen Akademie der Wissenschaften, Wien 1997, ISBN 3-7001-2609-3.
- Delamarre, Xavier (2003). Dictionnaire de la langue gauloise: Une approche linguistique du vieux-celtique continental. Errance. ISBN 9782877723695.